# Ylöjärvi
Ylöjärvi egy nyugat-finnországi város, 14 km-re Tamperétől.
A város lakossága meghaladja a 25 000, területe 499 km² , melyből 99 km² víz. A népsűrűség 64,2 lakos km²-enként. A lakosság száma az elmúlt években rohamosan nőtt, 1990-ben a lakosság száma épp csak meghaladta a 18 000-t.
A települést 1869-ben alapították, városi rangot csak 2004. január 1-jén kapott.
2007 elején Viljakkala települést szintén Ylöjärvihez csatolták.

## Testvérvárosok
- Arvika, Svédország
- Kongsvinger, Norvégia
- Skive, Dánia
- Saku, Észtország
- Vyšni Volotšok, Oroszország
- Balatonföldvár, Magyarország